# Rafe Spall
Rafe Joseph Spall (Londra, 10 marzo 1983) è un attore britannico.

## Biografia
Secondo dei tre figli dell'attore Timothy Spall e di sua moglie Shane Baker, cresce nel quartiere londinese di Camberwell. A differenza delle sorelle Pascale e Mercedes, una docente e l'altra designer tessile, decide di seguire le orme paterne. Deve il suo nome Rafe al protagonista di The Knight of the Burning Pestle di Francis Beaumont, interpretato da suo padre nel 1981 per la Royal Shakespeare Company, e successivamente da lui interpretato nel 2005. Ha effettuato gli studi presso il Haberdashers' Aske's Hatcham College.
Il suo debutto avviene nel 2001 con il film indipendente Beginner's Luck, mentre dal 2004 inizia una collaborazione con il regista Edgar Wright, partecipando ai film L'alba dei morti dementi e Hot Fuzz. Nel 2006 recita in Un'ottima annata - A Good Year di Ridley Scott, che lo dirigerà nuovamente nel 2012 in Prometheus. Nel 2011 lavora al fianco di Anne Hathaway e Jim Sturgess in One Day, mentre nel 2012 ha una parte in Vita di Pi di Ang Lee.

## Vita privata
Vive a West Kensington. Dal 2010 al 2021 è stato sposato con l'attrice Elize du Toit, da cui ha avuto due figli; Lena (nata nel 2011) e Rex (nato nel 2012). Dal 2022 ha una relazione con Esther Smith, con cui ha avuto un figlio.

## Filmografia

### Cinema
- Beginner's Luck, regia di James Callis e Nick Cohen (2001)
- L'alba dei morti dementi (Shaun of the Dead), regia di Edgar Wright (2004)
- The Calcium Kid, regia di Alex De Rakoff (2004)
- Hooligans, regia di Lexi Alexander (2005)
- The Last Drop, regia di Colin Teague (2006)
- Kidulthood, regia di Menhaj Huda (2006)
- Un'ottima annata - A Good Year (A Good Year), regia di Ridley Scott (2006)
- Hot Fuzz, regia di Edgar Wright (2007)
- Don't, episodio di Grindhouse, regia di Edgar Wright (2007)
- The Scouting Book for Boys, regia di Tom Harper (2009)
- Sus, regia di Robert Heath (2010)
- One Day, regia di Lone Scherfig (2011)
- Anonymous, regia di Roland Emmerich (2011)
- Prometheus, regia di Ridley Scott (2012)
- Earthbound, regia di Alan Brennan (2012)
- Vita di Pi (Life of Pi), regia di Ang Lee (2012)
- A prova di matrimonio (I Give It a Year), regia di Dan Mazer (2013)
- La fine del mondo (The World's End), regia di Edgar Wright (2013)
- What If, regia di Michael Dowse (2013)
- X+Y, regia di Morgan Matthews (2014)
- S.O.S. Natale (Get Santa), regia di Christopher Smith (2014)
- La grande scommessa (The Big Short), regia di Adam McKay (2015)
- Il GGG - Il grande gigante gentile (The BFG), regia di Steven Spielberg (2016)
- Mum's List - La scelta di Kate (Mum's List), regia di Niall Johnson (2016)
- Il rituale (The Ritual), regia di David Bruckner (2017)
- Jurassic World - Il regno distrutto (Jurassic World: Fallen Kingdom), regia di Juan Antonio Bayona (2018)
- Men in Black: International, regia di F. Gary Gray (2019)
- Il diritto di opporsi (Just Mercy), regia di Destin Daniel Cretton (2019)
- Denmark, regia di Adrian Shergold (2019)
- Come se non ci fosse un domani - Long Story Short (Long Story Short), regia di Josh Lawson (2021)
- Guglielmo Tell, regia di Nick Hamm (2024)

### Televisione
- Out of Control – film TV, regia di Dominic Savage (2002)
- The Lion in Winter - Nel regno del crimine (The Lion in Winter) – film TV, regia di Andrej Končalovskij (2003)
- The Legend of the Tamworth Two – film TV, regia di Metin Hüseyin (2004)
- The Rotters' Club – serie TV, episodi vari (2005)
- Twisted Tales – serie TV, 1 episodio (2005)
- The Chatterley Affair – film TV, regia di James Hawes (2006)
- Cracker – film TV, regia di Antonia Bird (2006)
- Wide Sargasso Sea – film TV, regia di Brendan Maher (2006)
- Dracula – film TV, regia di Bill Eagles (2006)
- A Room with a View – film TV, regia di Nicholas Renton (2007)
- He Kills Coppers – film TV, regia di Adrian Shergold (2008)
- Frankie Howerd: Rather You Than Me – film TV, regia di John Alexander (2008)
- Miss Marple (Agatha Christie's Marple) - serie TV, episodio 4x04 (2009)
- Disperatamente romantici (Desperate Romantics) – serie TV, 6 episodi (2009)
- The Shadow Line – serie TV, 6 episodi (2011)
- Pete Versus Life – serie TV, 11 episodi (2010-2011)
- Black Mirror – serie TV, episodio White Christmas (2014)
- Sons of Liberty - Ribelli per la libertà (Sons of Liberty), regia di Kari Skogland – miniserie TV (2015)
- Roadies – serie TV, 10 episodi (2016)
- La guerra dei mondi (The War of the Worlds), regia di Craig Viveiros – miniserie TV (2019)
- Trying – serie TV, 16 episodi (2020)
- The English, regia di Hugo Blick – miniserie TV, puntate 4-6 (2022)
- Smoke - Tracce di fuoco (Smoke), regia di Kari Skogland, Joe Chappelle e Jim McKay – miniserie TV (2025)

### Videoclip
- The Other Side of Love - Jack Savoretti (2015)

## Teatro
- Just A Bloke di David Watson al Royal Court Theatre (2002)
- A Prayer For Owen Meany di Simon Bent al National Theatre (2002)
- The Knight of the Burning Pestle di Francis Beaumont al Young Vic Theatre/Barbican Theatre (2005)
- Alaska di D. C. Moore al Royal Court Theatre (2007)
- John Gabriel Borkman di Henrik Ibsen al Donmar Warehouse (2007)
- Hello and Goodbye di Athol Fugard al English Touring Theatre (2008)
- If There Is I Haven't Found It Yet di Nick Payne al Bush Theatre (2009)
- Constellations di Nick Payne al Royal Court Theatre (2012)

## Radio
- The Real Thing BBC Radio 4 (2006)
- Hide BBC Radio 3 (2007)
- Words and Music: Crushed BBC Radio 3 (2008)
- The Daily Bacon BBC Radio 5 Live 3 (2010)

## Doppiatori italiani
Nelle versioni in italiano delle opere in cui ha recitato, Rafe Spall è stato doppiato da:
- Francesco Pezzulli in Un'ottima annata - A Good Year, La grande scommessa, Roadies
- Alessandro Quarta in Anonymous, A prova di matrimonio, Jurassic World - Il regno distrutto
- Edoardo Stoppacciaro in One Day, Vita di Pi, La guerra dei mondi
- Gabriele Sabatini in Men in Black: International, Il diritto di opporsi
- Stefano Crescentini in Sons of Liberty - Ribelli per la libertà
- Massimo De Ambrosis in Hot Fuzz
- Gianluca Cortesi in Trying
- Gianfranco Miranda in Il GGG - Il grande gigante gentile
- Stefano Onofri in Lion in Winter - Nel regno del crimine
- Matteo Brusamonti in Black Mirror
- Patrizio Prata in The Calcium Kid
- David Chevalier in Hooligans
- Luigi Ferraro in Prometheus
- Simone Mori in Hot Fuzz
- Guido Di Naccio in Il rituale
- Simone D'Andrea in The English